# Hélène Cattet e Bruno Forzani
Hélène Cattet (Parigi, 1976) e  
Bruno Forzani (Menton, 1976) sono una coppia di registi e sceneggiatori francesi attivi in Belgio.

## Biografia
Hélène Cattet e Bruno Forzani si incontrarono per la prima volta a Bruxelles nel 1999. Dopo diversi cortometraggi, realizzarono nel 2009 il film Amer, omaggio postmoderno al giallo all'italiana. Sebbene accolto in maniera contrastante dalla critica, divenne in breve tempo un cult. Ad esso seguì, nel 2013, Lacrime di sangue, in cui proseguirono questa decostruzione del genere cinematografico.
Nel 2014, i due ricevettero circa 500,000 euro come aiuto di produzione nel  Communauté française Fédération Wallonie-Bruxelles per il progetto Laissez bronzer les cadavres, un film noir adattato dal racconto di Jean-Patrick Manchette. Il film uscì nelle sale nel 2017 e fu ben accolto dalla critica, ottenendo diversi riconoscimenti, tra cui una candidatura per la miglior regia ai premi Magritte 2019 per Cattet e Forzani.
Forzani è anche, dal 2006 al 2008, organizzatore e presentatore delle sessioni francesi del Cinéma Bis al Cinematek

## Filmografia

### Cortometraggi
- Catharsis (2001)
- Chambre jaune (2002)
- La Fin de notre amour (2003)
- L'Étrange Portrait de la dame en jaune (2004)
- Santos Palace (2006)
- O is for Orgasm, episodio di The ABCs of Death (2012)

### Lungometraggi
- Amer (2009)
- Lacrime di sangue (L'Étrange Couleur des larmes de ton corps) (2013)
- Laissez bronzer les cadavres (2017)
- Reflection in a Dead Diamond (2025)